# Irtysh Air
Irtysh-Air (АО Авиакомпания «Irtysh — Air») — казахстанская авиакомпания, базирующаяся в Павлодаре.

## История
АО Авиакомпания «Irtysh — Air» образована в 2007 году с целью выполнения регулярных и чартерных пассажирских перевозок на внутренних и международных рейсах, налаживания транспортного авиасообщения Северного Казахстана. Аэропортом базирования является АО «Аэропорт Павлодар».
Авиакомпанией налажена работа по регулярному повышению квалификации, проведению тренировок и обучению специалистов летной и инженерно-авиационной служб в таких учебных заведениях, как:
- АО «Академия гражданской авиации» (г. Алма-Ата);
- ОАО «УТЦ-авиа-22» (г. Быково, Московская область);
- ФГОУ ВПО Ульяновское высшее авиационное училище гражданской авиации.

22.04.2009 г. Авиакомпания «Irtysh-Air» начала выполнение рейса Павлодар — Москва (Домодедово)
15.02.2010 г. Авиакомпания «Irtysh-Air», в рамках партнерских взаимоотношений с авиакомпанией «САПСАН», приступила к эксплуатации двух 50-местных воздушных судов CRJ-100LR (Bombardier).
11.05.2010 г. Авиакомпания «Irtysh-Air» по итогам конкурса по внутренним маршрутам, проведенном Комитетом гражданской авиации Министерства транспорта и коммуникаций Республики Казахстан, получила свидетельства на выполнение следующих авиамаршрутов:
- первым перевозчиком: Алма-Ата — Костанай;
- вторым перевозчиком: Алма-Ата — Павлодар, Алма-Ата — Караганда, Алма-Ата — Усть-Каменогорск, Алма-Ата — Кызылорда.

## Направления
Авиакомпания обслуживает следующие направления:
Внутренние
- Алма-Ата — Алма-Ата (аэропорт)
- Караганда — Караганда (аэропорт)
- Костанай — Наримановка (аэропорт)
- Кызылорда — Кызылорда (аэропорт)
- Усть-Каменогорск — Усть-Каменогорск (аэропорт)
- Павлодар — Павлодар (аэропорт)

Международные
- Москва — Домодедово (аэропорт)

## Флот
Флот Irtysh Air состоит из следующих самолетов: